# St. Erhard (Attaching)

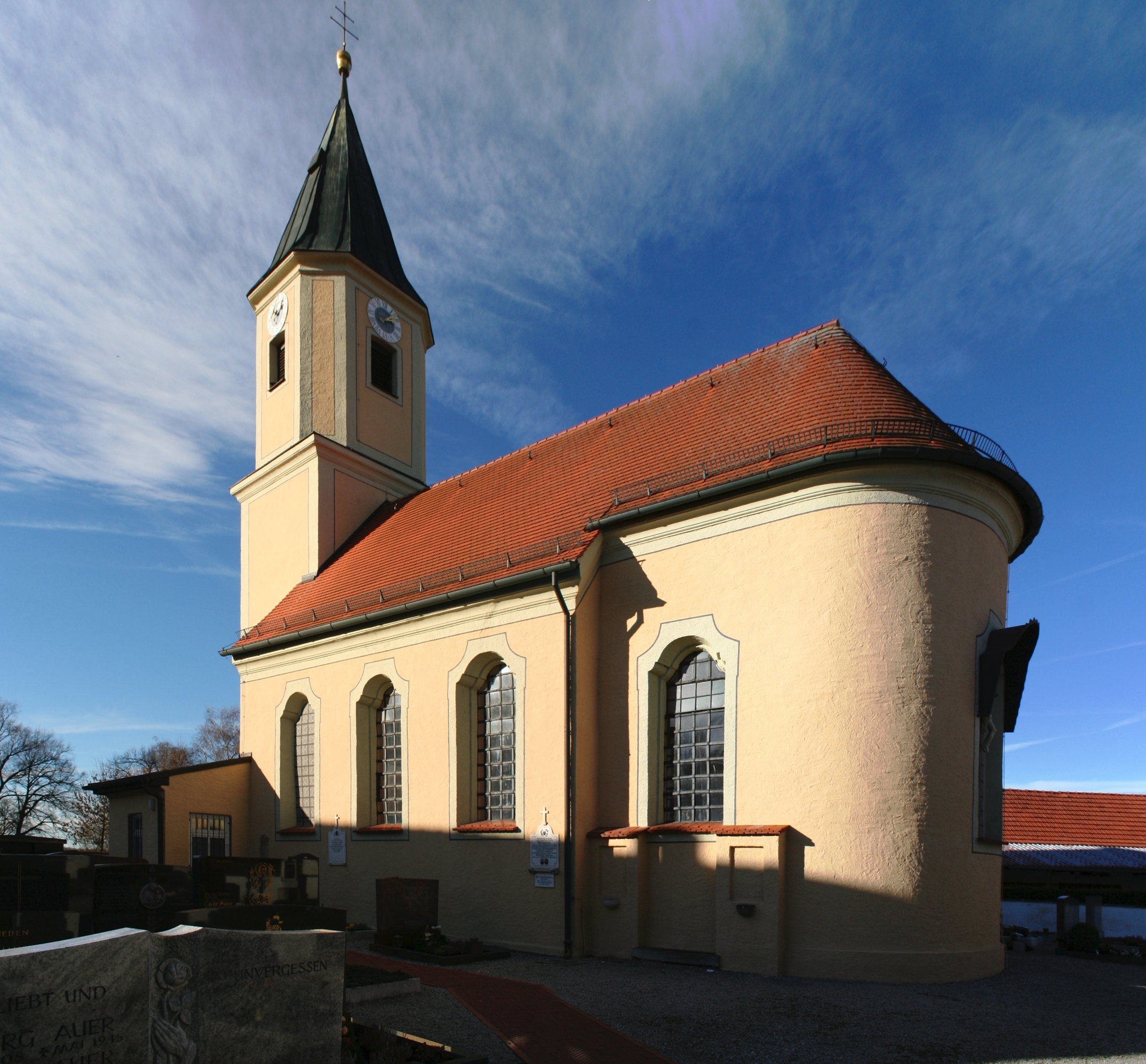
Außenansicht der Filialkirche St. Erhard in Attaching von Südosten

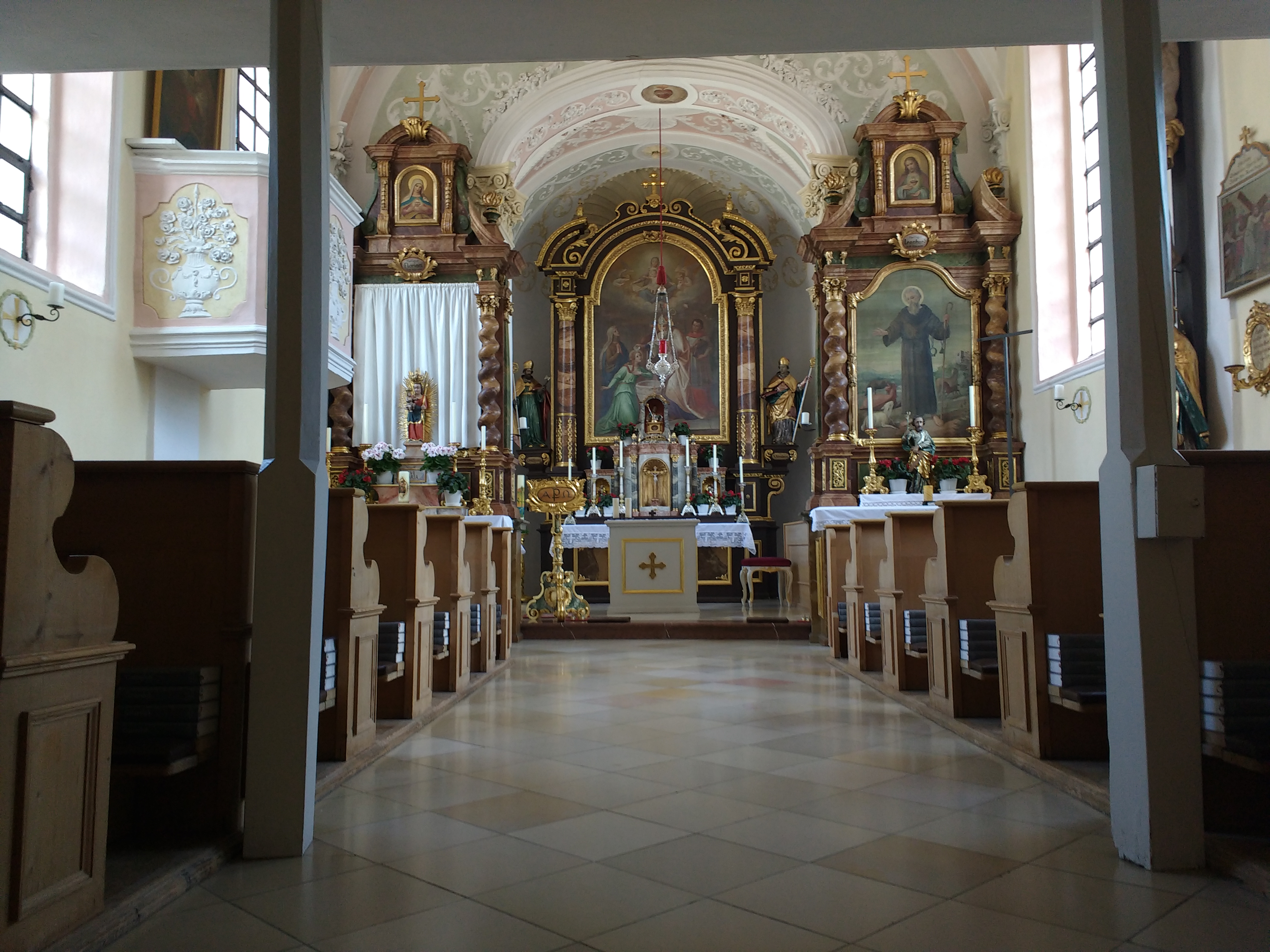
Innenraum

Die Filialkirche St. Erhard ist eine römisch-katholische Kirche im Ort Attaching in der Stadtgemeinde Freising im oberbayerischen Landkreis Freising.

## Geschichte
Die Kirche in ihrer heutigen Form wurde ab 1717 unter dem Freisinger Fürstbischof Johann Franz Eckher von Kapfing und Liechteneck im Stil des Barocks erbaut. Baumeister waren Schüler der Gebrüder Asam. Die Weihe der Kirche fand am 22. Mai 1718 statt. Kirchenpatron ist der heilige Erhard, dessen Reliquien sich im Kircheninneren befinden. Ein Teil seines Armes kam am 5. Januar 1720 als Geschenk von Johann Franz Eckher in den Ort. Erstmals wurde in Attaching im Jahr 1418 eine Kirche urkundlich erwähnt. Sie war Filialkirche des Kollegiatstifts St. Veit. Der die Kirche umgebende Friedhof wurde 1587 nach Ausbruch einer Pestepidemie angelegt. Nach der Auflösung des Stifts St. Veit im Zuge der Säkularisation im Jahr 1802 blieb St. Erhard als einzige der zum Kloster gehörenden Kirchen erhalten. Sie wurde 1837 der Pfarrkirche St. Georg in Freising zugeordnet und kam schließlich 1937 zur Pfarrei St. Lantpert im Stadtteil Lerchenfeld. Die letzten Renovierungen wurden 1972 außen und 2001 innen vorgenommen.

## Architektur
Das dreiachsige Langhaus mit einem vorgestellten Westturm hat einen eingezogenen Chor mit korbartiger Apsis. Die Fenster haben geschweifte Bogen. Die Wände sind innen mit Pilastern gegliedert. Der Chorbogen ist stark eingezogen. Die Kirche wurde mit reichem vegetabilem Stuck vom Stuckateur Nikolaus Liechtenfurtner versehen, mit Fruchtgängen und Puttenköpfen, in der Apsiskalotte mit einer großen Muschel mit einer weißen Fassung auf gelbem, rosa und blaugrauem Fond. Das Deckengemälde ist mit Balthasar Kraft 1885 bezeichnet.

## Ausstattung
Das Hochaltarretabel um 1778 zeigt das Bild hl. Erhard tauft die hl. Ottilie, gemalt vom Maler Johann Jakob Plätzger um 1718 aus Landshut und trägt die Seitenfiguren hll. Wolfgang und Nikolaus. Auf dem Tabernakel ist ein Erhard-Reliquiar mit der Büste des Heiligen um 1730, vielleicht von Johann Martin Sailer. In den Nischen seitlich des Tabernakels sind kleine Skulpturen der hll. Petrus und Paulus. Die Nebenaltäre zeigen die Altarblätter mit den Heiligen Florian und Leonhard des Malers Adalbert Kromer aus Freising (1881). Die gemauerte Kanzel hat eine Brüstung mit stuckierten Rosenzweigen in einer Vase. Auf dem Schalldeckel ist auch eine Vase mit Rosen. Am Chorbogen hängt eine Kopie des Gnadenbildes Maria Trost aus dem 18. Jahrhundert. Im Langhaus befinden sich ein Kruzifix und eine Mater dolorosa aus der Zeit um 1718.